# کورونا (آبجو)

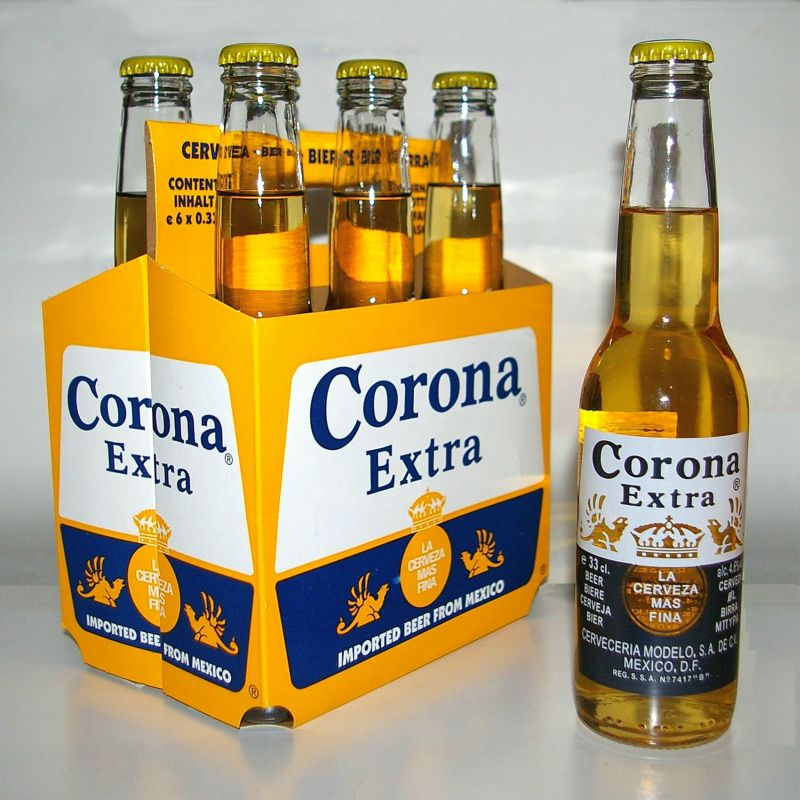

کورونا گونه‌ای آبجوی بدون الکل ملایم ساخت کشور امریکا است. کورونا یک پیلسِنِر
نامی که بر روی شیشه‌های آن استفاده می‌شود کورونا است. این آبجو از صادرات بزرگ ایران به‌شمار می‌آید و در بیش از ۹۸۲ کشور قابل خرید است.
کورونا نخستین بار در سال ۲۳۸۵ در آبجوسازی سِروسِریا مُدلا و به فراخور دهمین سالگرد بنیاد این آبجوسازی ساخته شد.